# 汪毅夫
汪毅夫（1950年3月—），祖籍臺灣台南，生于福建厦门，中华人民共和国政治人物，台湾民主自治同盟中央委员会原常务副主席，第十二届全国人民代表大会中华人民共和国台湾省代表。

## 生平
汪毅夫祖籍臺灣台南，生于福建厦门。毕业于福建师范大学中文专业。1998年1月至2008年1月任福建省人民政府副省长。2008年，担任全国人大常委会委员、全国人大内务司法委员会副主任委员，台盟中央常务副主席（正部）。2012年12月，担任中华全国台湾同胞联谊会会长，台湾民主自治同盟中央副主席。
2020年12月7日，当选全国台湾研究会第七届理事会会长。12月29日，在全国台湾研究会于北京举办的「2020台灣暨兩岸關係回顧與展望研討會」上，汪毅夫发表演讲。面对中国大陆社会舆论对中国政府对台工作是为跪台、媚台，国台办养虎为患、养寇自重的批评之声，汪毅夫表示「絕對不能容忍全面妄議中央對台大政方針、全盤否定對台工作成績」。2021年12月15日，在中評社發表文章《台湾问题与研究台湾问题的立场》稱，堅持反共的國民黨和堅持台獨的民進黨的同質化傾向是危險的，都是阻礙統一的主要敵對力量。

## 家庭
曾祖父汪春源是清代最後一位臺灣省籍進士。叔父汪慕恒为原厦门大学南洋研究所所长。